# Roberta Gottardi
Roberta Gottardi (* 29. Juni 1964 in Trient) ist eine italienische Klarinettistin.

## Leben
Gottardi besuchte das Konservatorium ihrer Heimatstadt und studierte Klarinette bei Antony Pay. Als Orchestermusikerin gehörte sie u. a. dem Orchestra Giovanile Italiana, dem RAI-Sinfonieorchester, den Orchestern des Teatro Regio di Torino und des Teatro Carlo Felice in Genua, dem Orchestra della Toscana, dem Orchestra Haydn di Bolzano e Trento und dem Orchestra Internazionale d’Italia an. Als Solistin trat sie mit dem Ensemble La Grande Écurie et la Chambre du Roy, dem Bozen Baroque Orchestra, den Ensembles L’Arte dell’Arco, Auser Musici, Merseburger Hofmusik und anderen auf.
Kammermusikalisch arbeitete Gottardi u. a. mit dem Quartetto Prometeo und dem Quartetto di Torino, mit dem Pianisten Cristiano Burato und dem Cellisten Claude Hauri und mit Ensembles wie Windkraft, I Virtuosi Italiani, Musica ‘900, Accademia Bizantina, I Cameristi di Trento e Verona, dem New European Ensemble, dem Ottetto Classico Italiano und der Pocket Opera Company zusammen. Sie hatte Auftritte bei den großen europäischen Festivals wie beim Maggio Musicale Fiorentino, bei der Münchner Biennale, beim Warschauer Herbst und bei der MusikTriennale Köln.
In mehr als zwanzig Aufführungen in Italien und bei internationalen Festivals war sie die Soloklarinettistin in Karlheinz Stockhausens Musiktheaterstück HARLEKIN für Soloklarinette, Tänzer und Schauspieler. Für ihre Interpretation des Harlekin überreichte ihr 2001 der Komponist den Ersten Preis der Stockhausen-Stiftung. Auf dem Gebiet der neuen Musik arbeitete sie auch mit Salvatore Sciarrino, Mauricio Kagel, Fabio Cifariello Ciardi, Ivan Fedele, Massimo Biasioni, Giorgio Battistelli und Martino Traversa zusammen.